# David Vanegas

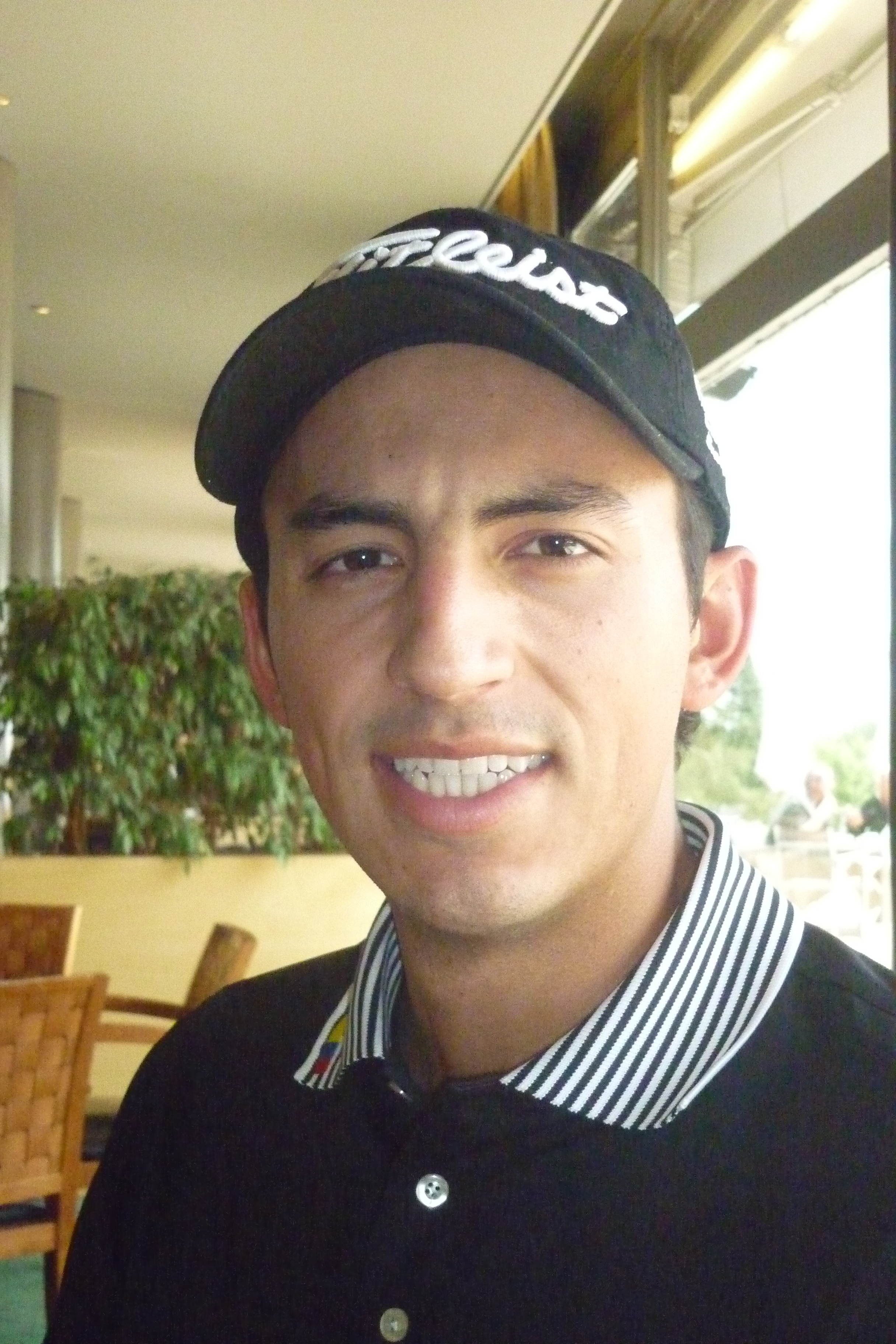
Telenet Trophy 2011

David Vanegas  (Medellín, 6 december 1986) is een professioneel golfer uit Colombia.

## Amateur
Vanegas studeerde aan de Johnson & Wales University in Florida. In Colombia was hij lid van de Club Campestre El Rodeo in Rionegro.

### Teams
- Eisenhower Trophy: 2006, 2008

## Professional
Vanegas werd in 2008 professional. Hij speelde op de Tour de las Américas en won in 2010 zijn eerste toernooi, het Abierto Internacional de Golf II Copa Antioquia dat op zijn eigen thuisbaan gespeeld werd. Het toernooi telde ook mee voor de Europese Challenge Tour en de Canadese PGA Tour, zodat hij ook daar speelrecht kreeg.

### Gewonnen
- Challenge Tour 2010: Abierto Internacional de Golf II Copa Antioquia